# 西方寺 (郡山市)
西方寺（さいほうじ）は、福島県郡山市日和田町に所在する天台宗の寺院。正式には廣澤山正覚院西方寺。

## 概要
858年に慈覚大師円仁が結んだ庵が起源とされる寺。県指定重要文化財「木造大日如来坐像」、市指定重要有形文化財「蛇骨地蔵堂」や市指定天然記念物の「西方寺の傘マツ」などがある。
蛇骨地蔵堂は、観光名所として取り上げられることも多い。

## 歴史
858年、慈覚大師円仁が東国教化の旅で当地を訪れて庵を結び、自ら阿弥陀如来を刻んで安置したのが始まり。
990年（正暦元年）には恵心僧都源信がこの庵を訪ね、自ら刻んだとされる薬師如来三尊仏を納めている。
1508年（永正5年）、栄光法師を第一世住職として現在の名前の西方寺が建設される。
その後、天正年間、1599年（慶長4年）、1752年（宝暦2年）の三度の大火で本堂を焼失する。
1876年（明治9年）、東勝寺が廃寺となり、本尊の大日如来像が西方寺に移され、蛇骨地蔵堂も境内に組み込まれる。
1953年（昭和28年）、「木造大日如来坐像」が県指定重要文化財に、また、「日和田のイチイ」が県指定天然記念物に指定される。
1996年（平成8年）、280年ぶりに本堂を再建し、落慶法要を行なう。
2000年（平成12年）、「蛇骨地蔵堂」が市指定重要有形文化財に、また、「西方寺の傘マツ」が市指定天然記念物に指定される。

## 文化財等

### 蛇骨地蔵堂

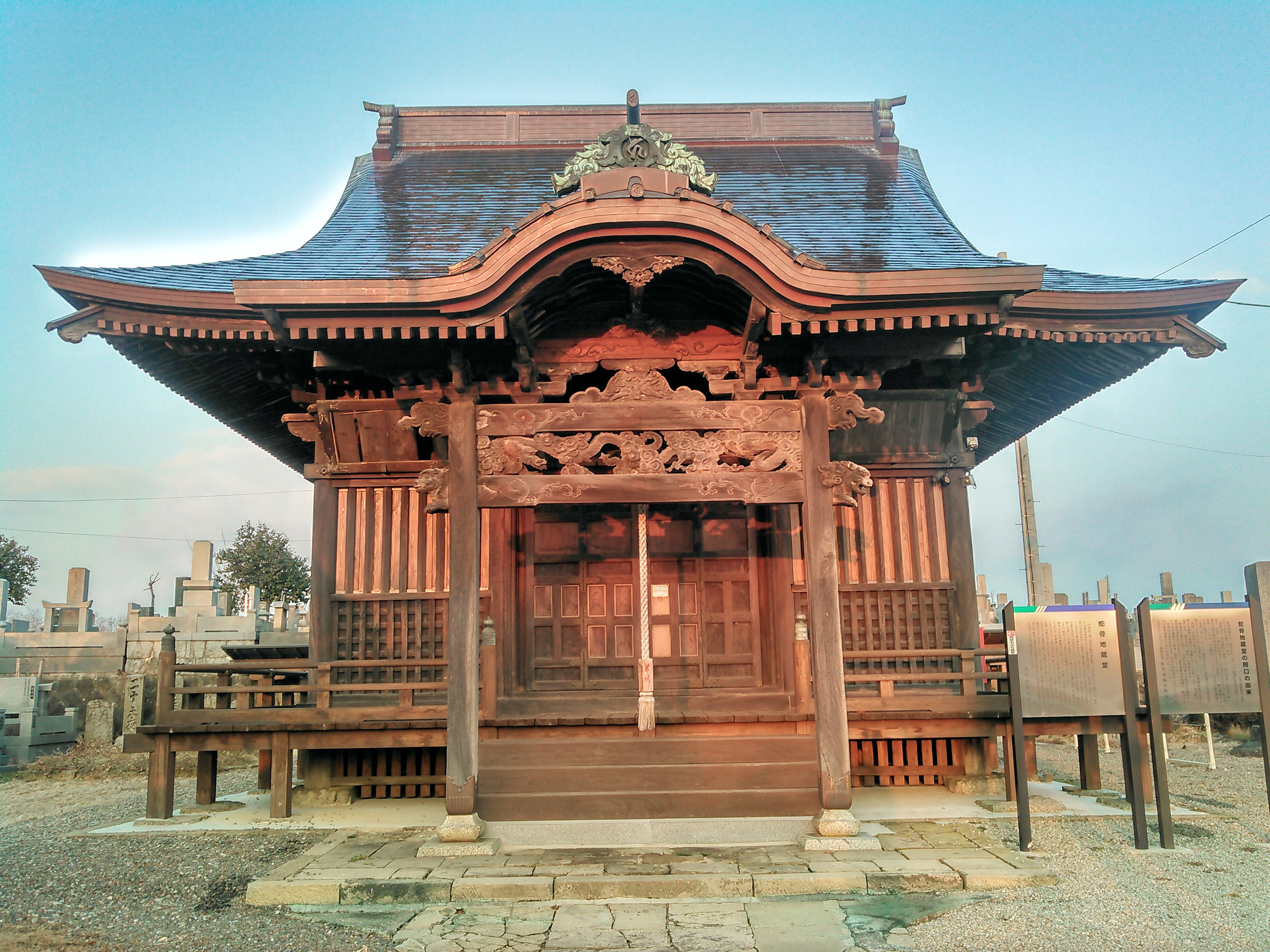
蛇骨地蔵堂

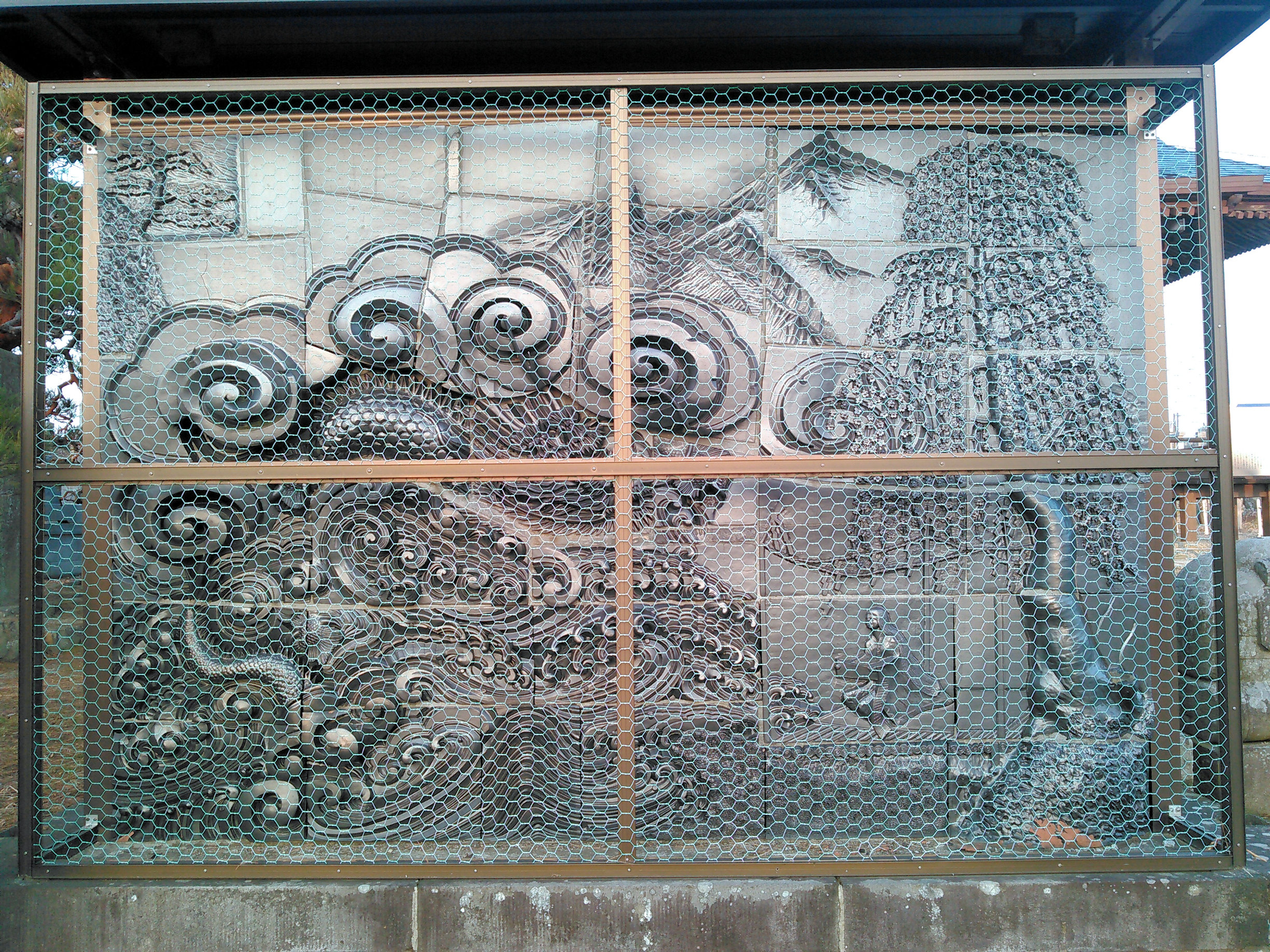
佐世姫物語のレリーフ

市指定重要有形文化財。713年（養老7年）に開かれ、1718年（享保3年）、二本松藩4代藩主丹羽秀延の時代に再建されたと伝えられる。江戸時代後期の建築様式を良く保った仏堂建築。本堂から80mほど南の敷地に建ち、参道も別にある。西方寺の境内だが、地蔵堂単独で観光名所として案内されることも多い。
縁起として、『佐世姫物語』（後述）という伝説が伝わる。この物語の最後で作られた蛇骨地蔵が秘仏として祀られている。また、地蔵堂の裏には大蛇の人身御供となった32人の娘と佐世姫を供養するための三十三観音像が安置されている。

#### 縁起（佐世姫物語）
日和田の城主安積左衛門忠繁にあやめ姫と言う娘がいた。ある時、家来の安積玄蕃時里があやめ姫を妻にしようとしたが許されず、怒った時里は姫を館から追い出して城主らを殺してしまった。姫は時里を嫌い、「死に変り生き変り仇をうつであろう」と言い残して沼に身を投げた。
その後、姫は大蛇となって時里の一族を滅ぼし、それでも怒りは収まらずにこの地方を荒らした。困った人々は毎年3月24日に娘を一人ずつ人身御供として差し出した。そして33人目の時、片平村の権勘太夫の娘が選ばれた。権勘太夫夫婦は娘の命を救うため、大和国の長谷観音にお参りし、そこで佐世姫に出会った。
佐世姫は権勘太夫の娘の代わりに自分が犠牲になると申し出て、沼のほとりで大蛇を待った。そして、大蛇が現れると佐世姫は法華経を唱えた。すると、大蛇は沼に戻り天女の姿になって蛇骨を残して昇天した。残された蛇骨で地蔵を彫り祀ったところ、日和田の地に再び平和が訪れた。

### 西方寺の傘マツ

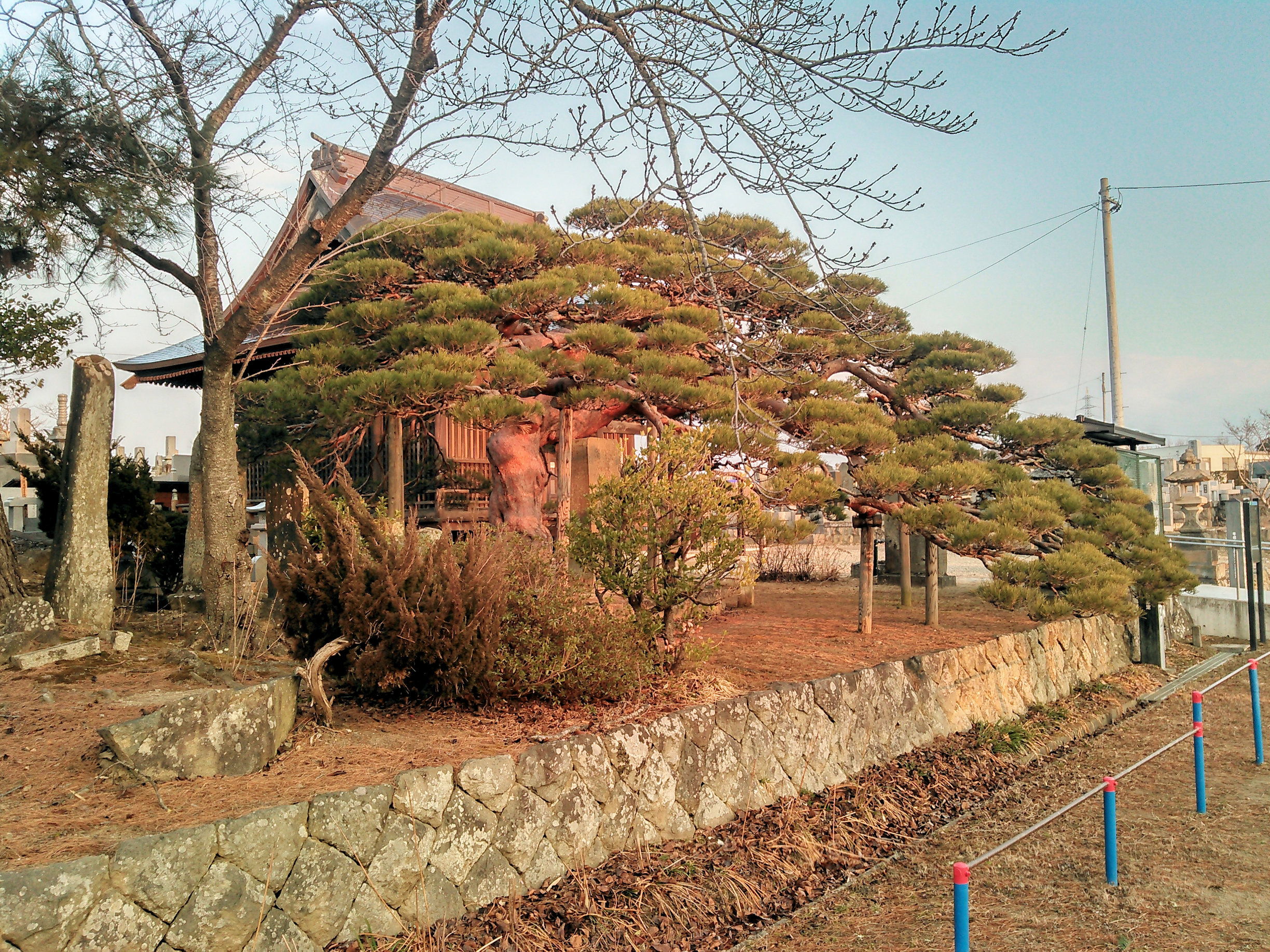
西方寺の傘マツ

市指定天然記念物。樹高4m、枝張りが東西南北に11mあり、推定樹齢250年のアカマツ。「ねずみよけの松」とも呼ばれ、この松の枝を棚に飾るとねずみが寄り付かないと言われている。蛇骨地蔵堂の前にある。

### 木造大日如来坐像
県指定重要文化財。像高60cmの寄木造りで、目には水晶がはめ込まれた漆箔の仏像。鎌倉時代の作と考えられる。

### 日和田のイチイ
県指定天然記念物。樹高4.5m、推定樹齢230年のイチイの木。蛇骨地蔵堂の庭前にある。

## 寺院周辺
- 安積山公園
- オリエントパーク日和田
- 日和田駅

## 交通アクセス
- 東北本線日和田駅下車徒歩5分
- 東北自動車道本宮インターチェンジから車で10分（駐車場あり）